# 戈雷吉納河
戈雷吉納河是俄羅斯的河流，位於堪察加半島，河道全長約112公里，流域面積2,100平方公里，河水主要來自融雪、雨水、地下水和冰川，最終注入鄂霍次克海。此河也是鮭魚的產卵地。